# شیر دریایی گالاپاگوس
شیر دریایی گالاپاگوس (نام علمی: Zalophus wollebaeki) نام یک گونه از سرده فزون‌تاج است.